# Иван Кордоба
Иван Рамиро Кордоба (на испански: Iván Ramiro Córdoba), роден на 11 август 1976 г. е бивш колумбийски футболист-национал, защитник.

## Кариера
Роден е на 11 август 1976 г. в гр. Меделин. Привлича интерес по време на престоя си в отбора на Сан Лоренцо. Кордоба отхвърля оферта на гранда Реал Мадрид, за да може от януари 2000 г. да бъде футболист на италианския ФК Интер, където преминава за трансферната сума от 16 млн. евро. Бърз, физически силен, коректен защитник, характерен още с изключителен отскок. Въпреки ниския си ръст, често бележи голове с глава. Кордоба има над 400 мача за ФК Интер, заради което получава капитанската лента на отбора при отсъствието на Хавиер Санети. С черно-синята фланелка колумбиеца печели 4 последователни италиански шампионата (от 2006 до 2009 г., първия от които по служебен път), 2 купи на Италия (2005 и 2006 г.) и 3 суперкупи на страната (2005, 2006 и 2008 г.).
Дебютира за националния отбор през 1997 г. Капитан на отбора на Колумбия, спечелил Копа Америка през 2001 г. Автор на единствения гол на финала срещу Мексико. Участва на Световното първенство по футбол през 1998 г. във Франция.

## Отличия
- Копа Интерамерикана: 1

Атлетико Насионал: 1997
- Шампион на Италия: 4

Интер: 2005-06, 2006-07, 2007-08, 2008-09
- Купа на Италия: 2

Интер: 2005, 2006
- Суперкупа на Италия: 3

Интер: 2005, 2006, 2008
- Копа Америка: 1

Колумбия: 2001